# Різдвяний гусак
Різдвяний гусак — традиційна страва на Різдво, яку готують у різних країнах світу. 

## Опис
Рецептів різдвяного гусака на сьогоднішній день є чимало, вони відрізняються начинкою для туші та способами маринування. 
У Німеччині різдвяного гусака зазвичай подають з червоною капустою, галушками та підливою на основі соку жаркого. У Швеції з брюссельської капустою та яблучним мусом. Данці додають яблука, чорнослив, ріпчасту цибулю та журавлину або запечені у духовці яблука, фаршировані журавлиною, на гарнір. 
Ірландці готують фарш з відвареного картоплі, дрібно нарізаного бекону, з додаванням молока, вершкового масла і шавлії.

## Історія
Запечене або смажене гусяче м'ясо завжди було в пошані у аристократів та коронованих осіб. Зокрема, без смаженого гусака не уявляв своєї трапези Карл Великий. Влаштовуючи прийоми іноземних послів, він пригощав їх саме цим делікатесом.
Як свідчить легенда, запеченого гусака стали подавати на різдвяний стіл після того, як у 1588 році англійська королева Єлизавета I отримала звістку про розгром Іспанської армади Філіпа II. Королева якраз їла гусака та визнала такий збіг гарним знаком. Надалі вона звеліла, щоб у всіх будинках на свята, включно з Різдвом, до столу обов'язково подавали смаженого гусака. Схоже, що саме в Англії зародився звичай готувати на Різдво гусака, звідки потім він поширився на країни Європи. 
Пізніше в Європу з Америки завезли індичку. Цей продукт був значно дорожчий аніж гусак, останнього стали вважати їжею для бідного населення. У самій Великій Британії стали замість гусака готувати індичку, традиція ж запікати різдвяного гусака в інших країнах збереглася.
Незважаючи на те, що традиція запікати до Різдва цілого гусака має католицьке походження, запечений гусак став різдвяною стравою і у християн інших конфесій.  

## У літературі
У оповідання «Блакитний карбункул», із серії Пригоди Шерлока Голмса і доктора Ватсона, Артура Конана Дойля. Вкрадений діамант, «Блакитний карбункул», злочинець згодував одному з гусаків, які його сестра розводила на продажу до різдвяного столу. Але трапилась халепа — переплутали гусей, і алмаз до злодія не потрапив. А потрапив разом з гусаком, випадково, до нишпорки Шерлока Холмса.